# Прва лига Југославије у кошарци 1945.
Прва лига Југославије у кошарци 1945. било је прво званично првенство Југославије у мушкој кошарци.

## Историја
Први темељи кошаркашкој организацији у Југославији ударени су тек 1945. године. Још док су се у Београду чули топови непријатеља, који се повлачио преко сремске равнице, омладина главног града, поставила је кошеве на запуштеним тениским теренима предратног клуба Боб између зидина Калемегданске тврђаве и формирала Кошаркашки клуб Црвена звезда.
Непосредно после ослобођења у Југославији је постојало једва пет-шест кошаркашких клубова са око стотињак играча и играчица.
Прве године после ослобођења кошаркаши су се окупили у Суботици да одиграју прво првенство. Играло је пет екипа - преставника република:Македоније, Хрватске и Србије, покрајине Војводине и тима ЈА. Играло се по куп систему (на испадање). Тимови су попуњавани према географској припадности клубова док се селекција ЈНА формирала од Војних обавезника. Тако су се кошаркаши Црвене звезде нашли на обе стране једни у селекцији Србије а други у селекцији ЈНА.

## Костур такмичења
|  | Четвртфинале         | Четвртфинале |                      |    | Полуфинале | Полуфинале |  |  | Финале | Финале |
|  |                      |              |                      |    |            |            |  |  |        |        |
|  |                      |              |                      |    |            |            |  |  |        |        |
|  |                      |              |                      |    |            |            |  |  |        |        |
|  | НР Хрватска          | 19           |                      |    |            |            |  |  |        |        |
|  | НР Хрватска          | 19           |                      |    |            |            |  |  |        |        |
|  | НР Македонија        | 7            |                      |    |            |            |  |  |        |        |
|  | НР Македонија        | 7            | НР Хрватска          | 24 |            |            |  |  |        |        |
|  |                      |              | НР Хрватска          | 24 |            |            |  |  |        |        |
|  |                      |              | Југословенска армија | 41 |            |            |  |  |        |        |
|  |                      |              | Југословенска армија | 41 |            |            |  |  |        |        |
|  |                      |              |                      |    |            |            |  |  |        |        |
|  |                      |              |                      |    |            |            |  |  |        |        |
|  | Југословенска армија | 21           |                      |    |            |            |  |  |        |        |
|  | Југословенска армија | 21           |                      |    |            |            |  |  |        |        |
|  |                      | НР Србија    | 18                   |    |            |            |  |  |        |        |
|  | НР Србија            | НР Србија    | 18                   | 20 |            |            |  |  |        |        |
|  | НР Србија            |              |                      | 20 |            |            |  |  |        |        |
|  | АП Војводина         | 18           |                      |    |            |            |  |  |        |        |
|  | АП Војводина         | 18           | НР Србија            |    |            |            |  |  |        |        |
|  |                      |              |                      |    |            |            |  |  |        |        |
|  |                      |              |                      |    |            |            |  |  |        |        |
|  |                      |              |                      |    |            |            |  |  |        |        |
|  |                      |              |                      |    |            |            |  |  |        |        |
|  |                      |              |                      |    |            |            |  |  |        |        |
|  |                      |              |                      |    |            |            |  |  |        |        |

## Квалификације
ЈА је била слободана
Хрватска — Македонија 19:7  и
Србија — Војводина 20:18

## Полуфинале
Србија је била слободна
ЈА — Хрватска 41:24

## Финале
ЈА — Србија 21:18
| Првак Прве лиге Југославије 1945. |
| --------------------------------- |
| Југословенска армија 1. титула    |

Састав: Пиколи, Николић, Влаховић, Деклева, Тијанић, Ковачевић, Марјановић, Мунћан, Костић, Алагић; тренер - Ратко Влаховић